# Javad Foroughi
Javad Foroughi (in persiano جواد فروغی‎; Dehloran, 11 settembre 1979) è un tiratore a segno iraniano. Ha rappresentato l'Iran ai Giochi olimpici estivi di Tokyo 2020, vincendo la medaglia d'oro nella pistola 10 metri ad aria compressa.

## Palmarès
- Giochi olimpici

Tokyo 2020: oro nella pistola 10 metri ad aria compressa
- Campionati asiatici

Doha 2019: bronzo nella pistola 10 m aria compressa; bronzo nella squadra mista pistola 10 m aria compressa